# Попович, Душан (историк)
Душан Попович (серб. Душан Поповић) (28 марта 1894, Сурдук — 28 апреля 1965, Белегиш) — сербский и югославский историк и социолог.
Душан Попович родился 28 марта 1894 года в Сурдуке, тогда принадлежавшем Австро-Венгрии. В нем пошел в школу, продолжил обучение в Сремски-Карловцах. Историю изучал в университетах Вены и Загреба. После получения диплома некоторое время преподавал в Торговой академии в Нови-Саде. Затем два года изучал социологию в Париже, Лондоне и Брюсселе. С 1921 года преподавал на Философском факультете Белградского университета. В 1921 году стал ассистентом, в 1926 — доцентом, а в 1930 — профессором. В Белградском университете преподавал вплоть до ухода на пенсию в 1945 году. Основной специализацией Поповича были история сербов в Австрийской империи и история Белграда.
Душан Попович скончался 28 апреля 1965 года в Белегише.